# Мост Сан Франциско – Оукланд
Заливният мост Сан Франциско – Оукланд (на английски: San Francisco-Oakland Bay Bridge), наричан от местните жители Заливен мост (Bay Bridge), известен също като мост „Джеймс (Слънчевия Джим) Ролф“ (James „Sunny Jim“ Rolph Bridge), е платен мост, който прекосява Санфранциския залив и свързва градовете Сан Франциско и Оукланд в щата Калифорния, САЩ.
Състои се от 2 основни сегмента, които са свързани посредством остров Йерба Буена. Двата моста са свързани с тунел, който прорязва в средата на острова.
От 1 януари 2007 г. таксата за преминаване на моста е 4 долара, която се плаща само в посока от Оукланд към Сан Франциско (от изток на запад).

## История
Мостът е влязъл в експлоатация на 12 ноември 1936 г., тоест 6 месеца преди другия известен мост на Сан Франциско – Голдън Гейт.
Част от източния сегмент (между остров Йерба Буена и Оукланд) е засегната при земетресението „Лома Приета“ през 1989 г. След продължителни анализи е преценено, че настоящият източен сегмент не е сеизмично устойчив и е взето решение да бъде заменен с нов мост.
Строежът започва през 2002 г., но е спиран неколкократно поради сигнали за некачествено строителство и поради значителни преразходи. Очаква се новият сегмент да бъде завършен през 2013 г., 6 години по-късно от първоначалния срок. За разлика от стария сегмент новият ще има не само автомобилни платна, но и пешеходни и велосипедни алеи.

## Галерия
- По моста към Сан Франциско
- Конструкцията на моста
- Строителството на новия източен сегмент на моста, 29.05.2008 г.